# Hygrophorus camarophyllus
Hygrophorus camarophyllus (Alb. & Schwein.) Dumée, 1912 è un fungo basidiomicete del genere Hygrophorus, a sua volta appartenente alla famiglia delle Hygrophoraceae.

## Descrizione
Il cappello misura dai 4 ai 10 cm ed è convesso, con margine arrotolato negli esemplari giovani e disteso in quelli più maturi; la cuticola è liscia, di colore grigio-brunastro piuttosto intenso, con numerose fibrille più scure. Le lamelle sono arcuate, a volte leggermente decorrenti, opache, di colore biancastro o grigiastro. Il gambo, alto 5-10 cm e largo poco più di 1 cm, è cilindrico e dritto, di colore marrone chiaro, con base biancastra e ricoperto da fibrille più scure; la carne, piuttosto spessa, ha consistenza soda, colore bianco e ha un aspetto traslucido; l'odore del fungo è delicato, mentre il sapore, più intenso, ricorda quello delle noce.

## Distribuzione e habitat
Presente in Europa e in America settentrionale, non è molto diffuso, ma forma gruppi localmente molto numerosi; cresce in montagna, tra la fine dell'estate e tutto l'autunno, nei boschi di conifere (in particolare di peccio).

## Commestibilità
È considerato ottimo commestibile per il suo sapore aromatico e deciso.